# Olaus Rundelius
Olaus Andreae Rundelius, född i Uppsala, död 17 juli 1675, var en svensk präst.

## Biografi
Olaus Rundelius föddes i Uppsala. Han blev student vid Uppsala universitet vid okänd tidpunkt och prästvigdes 15 oktober 1663 i Uppsala domkyrka till huspredikant hos Nils Tungel. Rundelius blev 21 maj 1668 åter student vid Uppsala universitet och kallades då Upsaliensis. Han blev 3 november 1671 pastor i den nybildade församlingen Kungsbacksförsamlingen i Stockholm, tillträdde 30 november 1671. Rundelius sökte 15 januari 1673 tjänsten som assessor i Stockholms stads konsistorium och antogs 10 september 1673. Han tvingades att avgå från konsistoriet, då man beslutade 12 mars 1674 att Kungsbacksförsamlingen skulle upphöra. Han avled 1675.

### Familj
Rundelius gifte sig 1666 med Kerstin Nortman, dotter till komministern Andreas Israelis Nortman i Jakobs församling. De fick tillsammans barnen Anders Rundelius (född 1667), Olof Rundelius (född 1669) och Olof Rundelius (född 1670).